# Korps Politie Caribisch Nederland
Das Korps Politie Caribisch Nederland (KPCN) ist die gemeinsame Polizeibehörde der drei politisch zu den Niederlanden gehörenden BES-Inseln (besonderen Gemeinden) Bonaire, Sint Eustatius und Saba in der Karibik.

## Geschichte

Die Niederlande einschließlich der BES-Inseln

Zum 10. Oktober 2010 („10-10-10“) wurde das Staatskonstrukt der Niederländischen Antillen aufgelöst. In der Folge entstanden die zum Königreich der Niederlande gehörenden selbständigen Länder Curaçao und Sint Maarten. Die Inseln Bonaire, Sint Eustatius und Saba wurden als besondere Gemeinden in das Land Niederlande integriert. Dies hatte zur Folge, dass die bisherige Polizeibehörde der Niederländischen Antillen (KPNA) aufgelöst wurde. In den neuen Ländern Curaçao und Sint Maarten entstand jeweils eine eigene Landespolizeibehörde. Für die besonderen Gemeinden Bonaire, Sint Eustatius und Saba wurde eine gemeinsame Polizeibehörde geschaffen, zunächst unter dem Namen Korps Politie Bonaire, Sint Eustatius en Saba, ab 1. Januar 2011 dann Korps Politie Caribisch Nederland. Für das KPCN gilt nicht das niederländische Polizeigesetz (Politiewet), sondern das Gesetz für die Polizeien der ehemaligen Niederländischen Antillen (Rijkswet politie van Curaçao, van Sint Maarten en van Bonaire, Sint Eustatius en Saba).

## Behördenstruktur

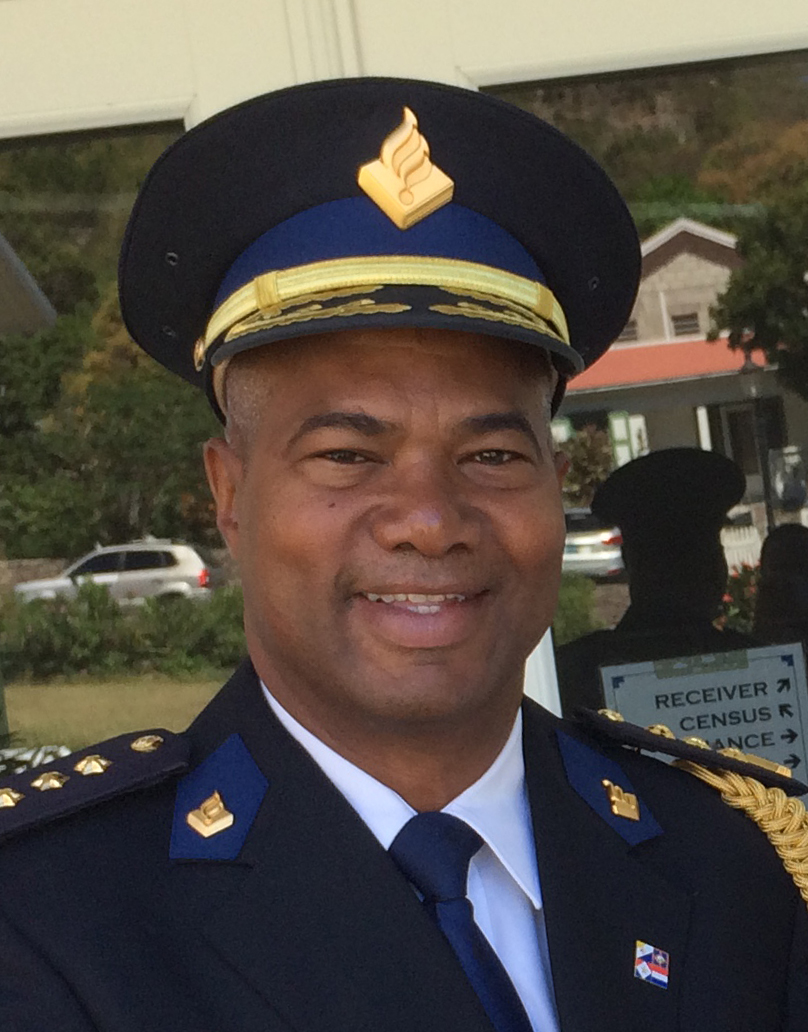
Jose Rosales, Korpschef des KPCN

Der Sitz der Behörde befindet sich in Kralendijk auf Bonaire. Der Behördenleiter wird Korpschef genannt. Diese Stelle hat seit 12. Januar 2017 Jose Rosales inne.
Die Behörde ist organisatorisch in vier Abteilungen gegliedert.
- Basispolitiezorg (BPZ)
- Intake, Informatie en Operationele Ondersteuning (IIOO)
- Opsporing (OPS)
- Bedrijfsvoering (BV)

Die Behörde ist geographisch in drei Bereiche gegliedert.
- Bonaire
- Sint Eustatius
- Saba

Auf Sint Eustatius und Saba gibt es, sofern nicht eine besondere Lage die Einrichtung einer Sonderkommission erfordert, nur Nebenstellen der Abteilung BPZ. Die Aufgaben der Abteilungen IIOO und OPS werden auf diesen Inseln im Regelfall von den Beamten der Abteilung BPZ wahrgenommen.
Die Beamten des KPCN unterstehen hinsichtlich ihrer Aufgaben zur Erhaltung der Öffentlichen Sicherheit und Ordnung dem Gezaghebber (vergleichbar dem Bürgermeister einer Gemeinde in den europäischen Niederlanden) der jeweiligen Insel, hinsichtlich ihrer Aufgaben zur Strafverfolgung dem Procureur-generaal für Curaçao, Sint Maarten und die BES-Inseln.
Amtssprache der Behörde ist auf allen drei Inseln Niederländisch, auf Bonaire zusätzlich Papiamentu, auf Sint Eustatius und Saba zusätzlich Englisch.
Der Leitspruch ist „Waakzaam en dienstbaar, daadkrachtig en professioneel“ („Achtsam und dienstbereit, tatkräftig und professionell“).

### Basispolitiezorg
Die Abteilung BPZ ist zuständig für den Streifendienst und den Bezirksdienst (Wijkagenten). Eine dauerhafte Einrichtung eines Dienstes für besondere Lagen gibt es nicht. Im Bedarfsfall wird dieser aus Beamten der Abteilungen BPZ, IIOS und OPS zusammengestellt.
Der Bezirksdienst gliedert sich in die Bezirke (Wijks)
- Bonaire
  - Kralendijk/Playa
  - Rincon, Seru di Suit
  - Antriol, Den Stashi, Bario Mexico, Lagun Hill, Amboina
  - Republiek, Nort di Salinja, Nawati, Nawati Zuid, Hato, Sabadeco
  - Nikiboko, Tera Cora, Belnem, Punt Vierkant, Sabana, Sabal Palm, Den Cheffi, Senkuria, Sorobon
- Sint Eustatius
  - gesamte Insel
- Saba
  - gesamte Insel

Die Abteilung BPZ betreibt drei Polizeiwachen auf Bonaire (in Kralendijk/Playa, in Rincon und in Amboina), eine auf Sint Eustatius (in Oranjestad) und zwei auf Saba (in The Bottom und in Windwardside).

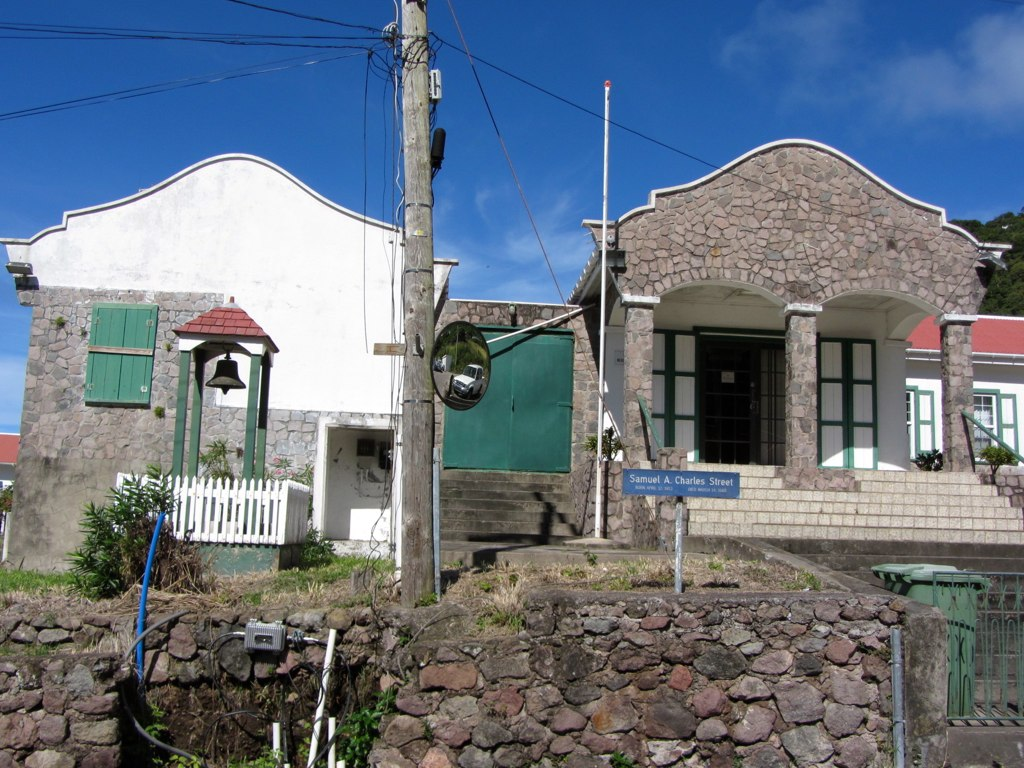
Polizeiwache in The Bottom (Saba)
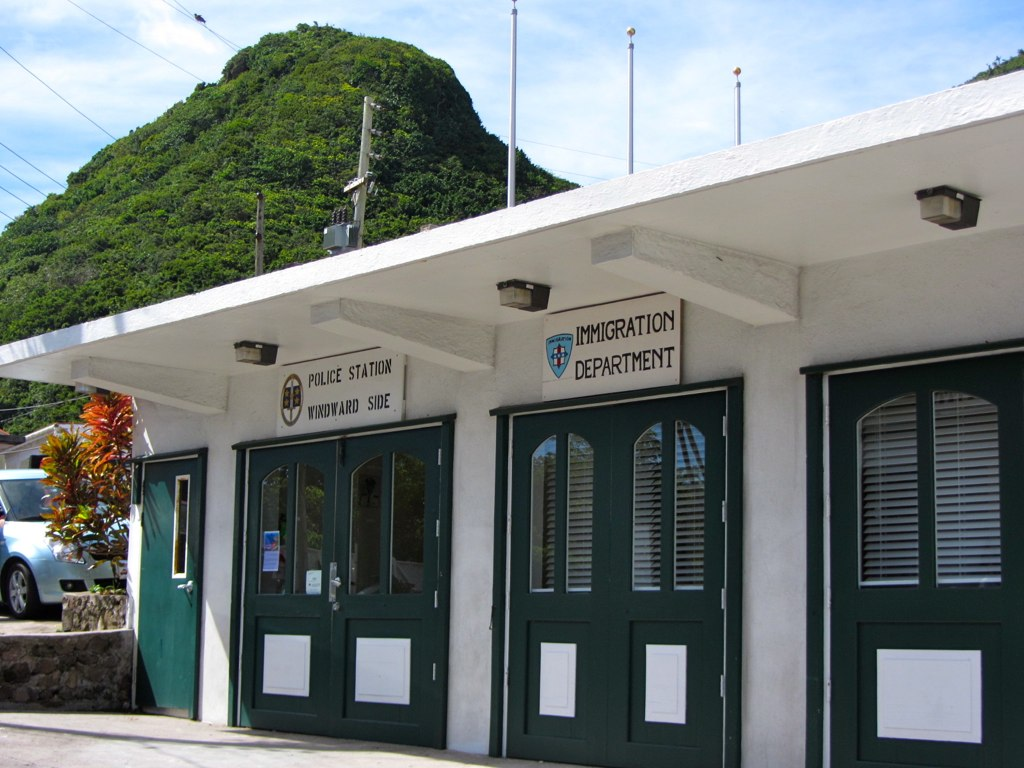
Polizeiwache in Windwardside (Saba)

Nicht zuständig ist das KPCN für die Sicherheit auf den Flughäfen Flamingo International Airport (Bonaire), F. D. Roosevelt Airport (Sint Eustatius) und Juancho E. Yrausquin Airport (Saba). Diese Aufgaben obliegen von Gesetz wegen der Koninklijke Marechaussee (KMar), werden auf Saba jedoch von Angehörigen der örtlichen Verwaltung übernommen.

### Intake, Informatie en Operationele Ondersteuning
Die Abteilung IIOO ist zuständig für die Anzeigenaufnahme, die Bereitstellung von polizeilich relevanten Informationen und die IT-Unterstützung der Abteilungen BPZ und OPS bei deren Einsätzen und Ermittlungen. Sie betreibt für alle drei BES-Inseln eine gemeinsame Leitstelle für polizeiliche Notrufe, Feuerwehr und Rettungsdienst.

### Opsporing
Die Abteilung OPS ist zuständig für kriminalpolizeiliche Ermittlung. Sie gliedert sich in die Bereiche Einfache, vielfach vorkommende Kriminalität (z. B. Einbruch, Diebstahl, Raub) und Schwere Kriminalität (z. B. Grenzüberschreitende Kriminalität und Organisierte Kriminalität).

### Bedrijfsvoering
Die Abteilung BV ist die interne Verwaltungsabteilung der Behörde. Sie ist zuständig für die Personal- und Mittelverwaltung sowie die Pressearbeit der Behörde. Umfangreiche Bereiche der Abteilung sind zum Rijksdienst Caribisch Nederland (RCN) ausgelagert.

## Dienstgrade und Uniform
Die Dienstgrade gleichen denen der Nationale Politie der Niederlande, weichen jedoch in Einzelheiten ab. Sie orientieren sich an den Dienstgraden des zum 10. Oktober 2010 aufgelösten Korps Politie Nederlandse Antillen (KPNA).
- Der Dienstgrad Surveillant ist beim KPCN nicht vorhanden.
- Der Dienstgrad Brigadier des KPCN entspricht dem Dienstgrad Hoofdagent der Nationale Politie
- Der Dienstgrad Hoofdagent des KPCN entspricht dem Dienstgrad Brigadier der Nationale Politie
- Der höchste Dienstgrad des KPCN (Chef des KPCN) ist Hoofdcommissaris

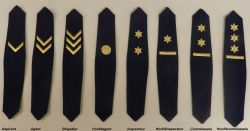
Dienstgradabzeichen des KPCN

Auch die Dienstgradabzeichen entsprechen nicht denen der Nationale Politie, sondern orientieren sich an denen des KPNA. Der Buitengewoon opsporingsambtenaar trägt beim KPCN keine Dienstgradabzeichen. Im Bild von links nach rechts, in Klammern angegeben sind die in etwa vergleichbaren Amtsbezeichnungen der deutschen Polizei.
- Aspirant (Auszubildender)
- Agent (Polizeimeister)
- Brigadier (Polizeiobermeister)
- Hoofdagent (Polizeihauptmeister)
- Inspecteur (Polizeikommissar, Polizeioberkommissar)
- Hoofdinspecteur (Polizeihauptkommissar, Erster Polizeihauptkommissar)
- Commissaris (Polizeirat, Polizeioberrat, Polizeidirektor)
- Hoofdcommisaris (Leitender Polizeidirektor)

Die Uniform unterscheidet sich deutlich von der der Nationale Politie. Die Beamten des KPCN tragen weiterhin die Uniform des ehemaligen KPNA (weißes Hemd, dunkelblaue Stoffhose). Seit Januar 2017 läuft ein Trageversuch der Funktionsuniform der Nationale Politie.

## Personal
Das KPCN verfügt über eine Sollstärke von 164,3 Vollzeitäquivalenten (FTEs), von denen 12,8 FTEs zum RCN ausgelagert sind. Von den verbleibenden 151,5 FTEs sind 143 FTEs besetzt, davon jedoch 18 FTEs nicht mit zivilen Polizeibeamten, sondern mit Angehörigen der Koninklijke Marechaussee (KMar) sowie 2 weitere FTEs durch anderweitige externe Unterstützung. Insgesamt sind also von 164,3 FTEs nur 123 wie vorgesehen besetzt. (Stand: 2014)
Bei umfangreichen bzw. komplexen Ermittlungsverfahren werden häufig zusätzlich Beamte der Nationale Politie aus den europäischen Niederlanden eingeflogen.
Außer mit der KMar und der Nationale Politie arbeitet das KPCN auch mit den Polizeibehörden von Aruba (KPA), Curaçao (KPC) und Sint Maarten (KPSM) sowie mit der Kustwacht Caribisch Gebied (KWCARIB) zusammen, um den Personalmangel auszugleichen.

## Fahrzeuge
Das KPCN verfügt über Streifenwagen unterschiedlicher Modelle (meist geländegängig) und Fahrräder. Boote und Luftfahrzeuge werden im Bedarfsfall einschließlich Personal durch die KMar oder die KWCARIB gestellt. Die Kraftfahrzeuge des KPCN sind, wie in den europäischen Niederlanden auch, weiß mit auffälligen blauen und roten Farbstreifen („BZK-striping“). Fahrräder werden nur auf Bonaire eingesetzt.

## Entwicklung
Die Behörde geriet in Berichten zur Evaluierung der neuen Staatsstruktur und der entsprechenden Folgen für die Verwaltung und die Bevölkerung der besonderen Gemeinden sowie in der lokalen Presse mehrfach in die Kritik. Insbesondere wurde bemängelt, dass es bisher nicht gelungen sei, moderne europäische Polizeiarbeit und karibische Kultur ergebnisorientiert zusammenzuführen. Es wurde unter anderem über mangelnde Kommunikation und eine „Angstkultur“ innerhalb der Behörde berichtet. Die sichtbare Präsenz der Polizei sei nach dem 10. Oktober 2010 zwar zunächst angestiegen, dann aber wieder deutlich zurückgegangen. Die europäisch-niederländische Polizeichefin, die ihr Amt am 1. Juli 2013 angetreten hatte, entschied sich bereits vor der offiziellen Bekanntgabe der 2015er-Berichte „aus persönlichen Gründen“, ihr Amt nicht weiter fortzuführen. Ab 1. März 2016 war der Posten des Polizeichefs vakant, die Funktion wurde vom Vize-Polizeichef Jose Rosales wahrgenommen. Dieser wurde am 12. Januar 2017 zum Korpschef ernannt. Damit hat das KPCN erstmals einen Behördenleiter, der nicht aus dem europäischen, sondern aus dem karibischen Teil der Niederlande stammt.